# Поріддя Нептуна
Поріддя Нептуна (англ. Neptune's Brood) — науково-фантастичний роман британського автора Чарльза Стросса, події якого відбуваються в тому ж всесвіті, що й у романі «Діти Сатурна» (англ. Saturn's Children), але через тисячі років і з абсолютно новими персонажами.
Роман було номіновано на премію Г'юґо 2014 року в категорії «Найкращий роман».

## Вигаданий всесвіт
Дія «Дітей Сатурна» розгорталася в межах нашої сонячної системи. Homo sapiens вимер, і всі персонажі були андроїдами. У «Порідді Нептуна», дія якого відбувається у 7000 році нашої ери, рід Homo sapiens відроджувався тричі, але залишався незначним і відомим як «Крихкі». У романі термін «людство» використовується для позначення «механоцитних» металюдей, які є наступниками життя, значно покращеного в порівнянні з оригінальними андроїдами.
Дія «Поріддя Нептуна» відбувається в тій частині галактики, яка була колонізована за допомогою подорожей зі швидкістю нижчою за світло. Значна частина сюжету обертається навколо питання фінансування такої колонізації. Гроші повністю криптовалютні і відомі як «біткойн», що є свідомим посиланням Стросса на реальну криптовалюту. Гроші поділені на три класи: «швидкі», «середні» і «повільні». Швидкі гроші — це звичайна готівка для щоденних операцій, середні гроші — це звичайні інвестиційні інструменти, придатні для використання в межах однієї планетарної системи, а повільні гроші — це міжзоряні інвестиційні інструменти, які можуть дозрівати століттями, а іноді й тисячоліттями. Транзакції з повільними грошима базуються на тристоронній криптоперевірці, тому торгують на швидкості, що становить одну третину швидкості світла.
За дві тисячі років до початку основного сюжету одна колонія-стартап Атлантида несподівано втратила зв'язок з рештою людства, і дві спроби встановити з ними контакт також зазнали невдачі.

## Короткий зміст сюжету
Роман подається у формі розгорнутої розповіді від першої особи Кріна Альзонд-114, створеної «неймовірно багатою» Сондрою Альзонд-1 для того, щоб бути науковцем у галузі історіографії бухгалтерської практики. Її сестра-клон, Ана, зникла, і Кріна іде її слідом.

## Відгуки
Видавництво Publishers Weekly писало:
Як завжди, Стросс виглядає найрозумнішою людиною в кімнаті, розширюючи межі ідентичності та людяності, пропонуючи, можливо, першу епічну розповідь про футуристичну макроекономіку.
За словами Kirkus Reviews:
Якщо спочатку здається, що оповідь про банківську справу, борги та бухгалтерію може бути нудною, Стросс швидко переконає вас у протилежному — в його очах завжди є той безумний блиск, навіть коли він пояснює деякі серйозно дивні та привабливі концепти.
У SFX його описав Саксон Буллок:
Рівень винахідливості вражає, практично кожна сторінка наповнена неймовірними концепціями, тоді як загадка повільно наростає та виявляється майстерно продуманою і надзвичайно захопливою.